# Philippe Evrard de Longeville
Philippe Evrard de Longeville, né le 5 mars 1731, à Metz (Moselle), mort le 28 juillet 1807, à Metz (Moselle), est un général de la Révolution française.

## Biographie
Philippe Evrard, ou Evrard de Longeville, naît le 5 mars 1731, à Metz,, ville place forte des Trois-Évêchés. 
Engagé comme surnuméraire au corps royal de l'artillerie en 1745, il est promu lieutenant en 1754. Poursuivant sa carrière, il est promu capitaine en 1759, puis lieutenant-colonel en 1780 et colonel en 1785. Au début des Guerres de la Révolution française, en 1793, Philippe Evrard est promu général de brigade à l'armée de la Moselle. 
Ayant donné pleine satisfaction à ce poste, il est admis à la retraite en 1795.
Philippe Evrard de Longeville décéda le 28 juillet 1807, dans sa ville natale.